# Plahuta
Plahuta (Plachuta, nemško Plachutta) je priimek več znanih Slovencev:
- Albin Plahuta (1934—2016), zdravnik ortoped
- Jernej Plahuta (1919—2003), operni pevec, tenorist
- Josip Plahuta, nemško Josef Plachutta (1827, Zadar — 1883), šahist in sestavljavec šahovskih problemov
- Slavica Plahuta (* 1949), zgodovinarka
- Ewald Plachutta (* 1940, Dunaj) (de)